# Helianthemum salicifolium
Hélianthème à feuilles de saule
Espèce
Helianthemum salicifolium, en français Hélianthème à feuilles de saule, est une espèce de plantes à fleurs de la famille des Cistaceae et du genre Helianthemum, originaire d'Europe et de la Région méditerranéenne.

## Description

### Appareil végétatif
L'Hélianthème à feuilles de saule est une plante annuelle ou bisannuelle, de 5 à 20 cm de hauteur ; les tiges sont généralement grêles, pouvant être un peu ligneuses, ramifiées et couchées à la base ; les feuilles sont ovales, allongées, munies de stipules courtes ; les feuilles supérieures sont alternes, situées à l'opposé des pédoncules, les inférieures opposées.

### Appareil reproducteur
Les fleurs sont jaune clair, ne s'ouvrant qu'en début de matinée, sans taches foncées sur les sépales ; le calice est à 5 sépales, les deux extérieurs moitié plus courts que les trois autres ; les pétales sont un peu plus courts ou aussi longs que les sépales. Le fruit est une capsule de 4 à 6 cm de longueur, plus courte que le calice. La floraison a lieu d'avril à juin.

## Habitat et écologie
C'est une espèce généralement discrète ; la fermeture des fleurs en cours de journée la rend d'autant moins facile à repérer. Elle est thérophyte ou hémicryptophyte bisannuelle. Elle pousse dans les pelouses sèches de l'étage méditerranéen, dans les rocailles ensoleillées, en milieux calcaires ou siliceux, jusqu'à 700 m d'altitude.

## Répartition
C'est une espèce d'Europe méridionale et centrale, d'Asie occidentale et d'Afrique du Nord. En France, elle est présente dans le midi, dans l'ouest et en Corse. Elle semble avoir disparu dans le Centre de la France et a été introduite au siècle dernier dans les Hauts-de-Seine, mais ne s'y est pas maintenue.
Elle bénéficie également d'un lieu d'implantation totalement isolé sur la Pelouse de Vaux à Tavers, près de Beaugency, dans le Loiret. Seule présence connue de la fleur dans le département et même dans la région Centre-Val de Loire, l'origine supposée de son implantation est que le terrain a accueilli d'importantes batailles pendant la guerre franco-allemande de 1870 et des graines auraient pu voyager avec le foin des chevaux et s'implanter sur ce site, loin de toute autre présence connue.

## Taxonomie

### Variétés
L'espèce possède deux variétés, :
- Helianthemum salicifolium var. glabrum Meikle
- Helianthemum salicifolium var. securitium Gholamian

### Synonymes
Selon Catalogue of Life (4 décembre 2020) :
- Aphananthemum salicifolium (L.) Fourr.
- Cistus aegyptius Pall. ex M. Bieb.
- Cistus denticulatus Poir.
- Cistus intermedius (Thib. ex Pers.) Poir.
- Cistus ledifolius Georgi (synonyme ambigu)
- Cistus nummularius Cav. (synonyme ambigu)
- Cistus punctatus Willd.
- Cistus salicifolius Cav. (synonyme ambigu)
- Cistus salicifolius L. (synonyme ambigu)
- Helianthemum ambiguum Pomel (synonyme ambigu)
- Helianthemum assurgens Dufour ex Willk.
- Helianthemum denticulatum Thib. ex Pers.
- Helianthemum fugaceum Mill.
- Helianthemum fugax Dun.
- Helianthemum intermedium Thib. ex Pers.
- Helianthemum intermedium var. ambiguum (Pomel) Batt.
- Helianthemum micranthum Dufour ex Nyman
- Helianthemum minutum Schlecht. ex Willk.
- Helianthemum punctatum Willd. (synonyme ambigu)
- Helianthemum refractum Frivald. ex Hampe
- Helianthemum retrofractum Friv. ex Nyman
- Helianthemum rubellum Moench (synonyme ambigu)
- Helianthemum salicifolium var. brevipes Batt.
- Helianthemum salicifolium subsp. intermedium (Pers.) Bonnier & Layens
- Helianthemum salicifolium subsp. intermedium (Pers.) Maire
- Helianthemum salicifolium var. macrocarpum Willk.
- Helianthemum salicifolium var. microcarpum Willk.
- Helianthemum salicifolium var. setosum Faure & Maire
- Helianthemum salicifolium var. trifoliatum Willk.
- Helianthemum tripetalum Miegev. (synonyme ambigu)

## Menaces et conservation
C'est une plante à répartition très inégale en France, elle est surtout en régression vers sa limite d'aire (Centre, Rhône...). H. salicifolium est victime de la fermeture des milieux à la suite de l'abandon des pratiques agricoles extensives sur les coteaux calcaires et autres pelouses sèches. L'espèce est classée en danger critique d'extinction (CR) en Centre-Val-de-Loire, Pays-de-la-Loire, et en danger en Poitou-Charentes et Auvergne.